# Shemonaikha (huyện)
Shemonaikha (Tiếng Kazakh: Шемонаиха ауданы) là một huyện của tỉnh Đông Kazakhstan, miền Đông Kazakhstan. Trung tâm hành chính của huyện là thị xã cùng tên Shemonaikha.